# Campionato europeo maschile di pallavolo 1997
Il XX campionato europeo maschile di pallavolo si svolse a Eindhoven e 's-Hertogenbosch, nei Paesi Bassi, dal 6 al 14 settembre 1997. Al torneo parteciparono 12 squadre nazionali europee e la vittoria finale andò per la prima volta ai Paesi Bassi.

## Qualificazioni
Al campionato europeo partecipano la nazionale del paese ospitante, le prime 3 squadre classificate nel campionato del 1995 (in questo caso partecipa la quarta classificata visto che i Paesi Bassi, giunti al secondo posto, sono qualificati di diritto in quanto ospitano la competizione) e 8 squadre provenienti dai gironi di qualificazione.

### Squadre già qualificate
- Paesi Bassi (Paese ospitante)
- Italia (1º posto nel campionato europeo 1995)
- Jugoslavia (3º posto nel campionato europeo 1995)
- Bulgaria (4º posto nel campionato europeo 1995)

### Gironi di qualificazione
| Girone A         | Girone B          | Girone C                   | Girone D                   | Girone E                             | Girone F |
| ---------------- | ----------------- | -------------------------- | -------------------------- | ------------------------------------ | -------- |
| Slovacchia       | Grecia            | Francia                    | Ucraina                    | Rep. Ceca                            | Russia   |
| Polonia          | Belgio            | Germania                   | Portogallo                 | Finlandia                            | Austria  |
| Israele Lettonia | Romania Macedonia | Turchia Svezia Bielorussia | Ungheria Croazia Danimarca | Spagna Slovenia Bosnia ed Erzegovina | ?        |

## Squadre partecipanti
| - Bulgaria - Finlandia - Francia - Germania - Grecia - Italia | - Jugoslavia - Paesi Bassi - Rep. Ceca - Russia - Slovacchia - Ucraina |

## Gironi
| Gruppo A                                            | Gruppo B                                                 |
| --------------------------------------------------- | -------------------------------------------------------- |
| Germania Grecia Italia Jugoslavia Russia Slovacchia | Bulgaria Finlandia Francia Paesi Bassi Rep. Ceca Ucraina |

## Fase finale

### Finali 5º e 7º posto - Eindhoven
|  | Semifinali 5º/8º posto | Semifinali 5º/8º posto | Semifinali 5º/8º posto |        |           | Finale 5º/6º posto | Finale 5º/6º posto | Finale 5º/6º posto |  |
|  |                        |                        |                        |        |           |                    |                    |                    |  |
|  | Slovacchia             | Slovacchia             | 0                      |        |           |                    |                    |                    |  |
|  | Slovacchia             | Slovacchia             | 0                      |        |           |                    |                    |                    |  |
|  | Rep. Ceca              | Rep. Ceca              | 3                      |        |           |                    |                    |                    |  |
|  | Rep. Ceca              | Rep. Ceca              | 3                      |        | Rep. Ceca | Rep. Ceca          | 0                  |                    |  |
|  |                        |                        |                        |        | Rep. Ceca | Rep. Ceca          | 0                  |                    |  |
|  |                        |                        | Russia                 | Russia | 3         |                    |                    |                    |  |
|  | Ucraina                | Ucraina                | Russia                 | Russia | 3         | 0                  |                    |                    |  |
|  | Ucraina                | Ucraina                |                        |        |           | 0                  |                    |                    |  |
|  | Russia                 | Russia                 | 3                      |        |           | Finale 7º/8º posto | Finale 7º/8º posto | Finale 7º/8º posto |  |
|  | Russia                 | Russia                 | 3                      |        |           |                    |                    |                    |  |
|  |                        |                        |                        |        |           |                    |                    |                    |  |
|  |                        |                        |                        |        |           | Slovacchia         | Slovacchia         | 0                  |  |
|  |                        |                        |                        |        |           | Slovacchia         | Slovacchia         | 0                  |  |
|  |                        |                        |                        |        |           | Ucraina            | Ucraina            | 3                  |  |

### Finali 1º e 3º posto - Eindhoven
|  | Semifinali  | Semifinali  | Semifinali |            |             | Finale          | Finale          | Finale          |  |
|  |             |             |            |            |             |                 |                 |                 |  |
|  | Paesi Bassi | Paesi Bassi | 3          |            |             |                 |                 |                 |  |
|  | Paesi Bassi | Paesi Bassi | 3          |            |             |                 |                 |                 |  |
|  | Italia      | Italia      | 0          |            |             |                 |                 |                 |  |
|  | Italia      | Italia      | 0          |            | Paesi Bassi | Paesi Bassi     | 3               |                 |  |
|  |             |             |            |            | Paesi Bassi | Paesi Bassi     | 3               |                 |  |
|  |             |             | Jugoslavia | Jugoslavia | 1           |                 |                 |                 |  |
|  | Jugoslavia  | Jugoslavia  | Jugoslavia | Jugoslavia | 1           | 3               |                 |                 |  |
|  | Jugoslavia  | Jugoslavia  |            |            |             | 3               |                 |                 |  |
|  | Francia     | Francia     | 0          |            |             | Finale 3º posto | Finale 3º posto | Finale 3º posto |  |
|  | Francia     | Francia     | 0          |            |             |                 |                 |                 |  |
|  |             |             |            |            |             |                 |                 |                 |  |
|  |             |             |            |            |             | Italia          | Italia          | 3               |  |
|  |             |             |            |            |             | Italia          | Italia          | 3               |  |
|  |             |             |            |            |             | Francia         | Francia         | 1               |  |

## Classifica finale
| Classifica | Squadre     | Qualificazione           |
| ---------- | ----------- | ------------------------ |
| Oro        | Paesi Bassi | Grand Champions Cup 1997 |
| Argento    | Jugoslavia  |                          |
| Bronzo     | Italia      |                          |
| 4          | Francia     |                          |
| 5          | Russia      |                          |
| 6          | Rep. Ceca   |                          |
| 7          | Ucraina     |                          |
| 8          | Slovacchia  |                          |
| 9          | Bulgaria    |                          |
| 10         | Germania    |                          |
| 11         | Grecia      |                          |
| 12         | Finlandia   |                          |